# Bezzia nigroflava
Bezzia nigroflava är en tvåvingeart som beskrevs av Remm 1974. Bezzia nigroflava ingår i släktet Bezzia och familjen svidknott. Inga underarter finns listade i Catalogue of Life.